# Stemmeringalm
Die Stemmeringalm, auch Stemringeralm, Stemeringer Alm oder Maureralm, ist eine Alm am Stemmeringer Almbach in der Fraktion Gassen der Gemeinde St. Veit in Defereggen.
Die Stemmeringalm liegt im Tal des Stemmeringer Almbachs, wobei sich die drei Almhütten der Alm linksseitig des Baches nahe des Talschlusses befinden. Das historische Almgebiet umfasst im Wesentlichen das Einzugsgebiet des Stemminger Almbachs zwischen dem Gratverlauf Auf der Rahn, Hochleitenspitze, Wagenstein, Rotegg, Karnase und Platt. Im Westen grenzt das Almgebiet der Leppetalalm, im Osten jenes der Gsaritzer Alm an die Stemmeringalm. Die Alm ist durch einen Wanderweg und einen Fahrweg erschlossen.
Im Franziszeischen Kataster sind vier bzw. fünf Almhütten für die Stemmeringalm verzeichnet. Seit 1975 wird die nun aus drei Hütten bestehende Alm nur noch als Einmannbetrieb geführt. Am 12. Mai 1991 wurde die Alm durch eine Jahrhundertlawine beschädigt.
Der schnellste Aufstieg auf die Stemmeringalm führt über den Fahrweg zur Stemmeringalm, der ausgehend von Raut oder Tönig durch den Wald unterhalb der Leppetalalm führt und schließlich entlang bzw. linksseitig des Stemmeringer Almbachs zur Stemmeringalm führt. Von der Alm führt ein Wanderweg weiter nach Süden in den Talschluss und danach nach Westen unterhalb des Auf der Rahn in die Leppetallenke und zum Kleinen Lepleskofel.